# Blackbird (píseň, The Beatles)
„Blackbird“ je píseň britské skupiny The Beatles. Píseň je podepsána autorským tandemem Lennon/McCartney, jejím skutečným autorem je však výhradně Paul McCartney.

## Historie
Na jaře roku 1968 byli Beatles v indickém Rišikéši, kde mohli používat pouze akustické kytary. Tato skutečnost měla přímý vliv na vznik několika písní, které se později objevily na dvojalbu The White Album. Kromě písně „Blackbird“ se dále jedná o písně „Mother Nature's Son“, „Dear Prudence“, „Happiness Is A Warm Gun“ a „Julia“.
Existují dvě teorie o vzniku písně. Podle první byl McCartney v Rišikéši jednoho dne brzy ráno probuzen zpívajícím kosem. Podle druhé je píseň metaforou boje amerických černochů za rovnoprávnost.

## Hudební stránka
Píseň byla složena a nahrána na přelaďované kytaře - obě struny E byly podladěny na D. Doprovod byl zahrán prstovým kytarovým stylem, typickým pro folkové kytaristy.
Do nahrávky byly přimíchány zvuky ptáků, které pocházejí z pásku EMI se zvukovými efekty nazvaného Volume Seven: Birds Od A Feather.
Paul McCartney pořídil tuto nahrávku 11. června 1968 ve studiu číslo 2 na Abbey Road. Žádný další člen skupiny se na nahrávce nepodílel. John Lennon ve stejnou dobu pracoval ve studiu číslo 3 na experimentální nahrávce „Revolution 9“.
Píseň si vyžádala 6 hodin nahrávání, bylo pořízeno celkem 32 záznamů, přičemž pro výslednou nahrávku byl použit záznam číslo 32.
Producentem nahrávky byl George Martin.

## Vydání
Píseň byla vydána ve Velké Británii 22. listopadu 1968 EMI-Apple Records na dvojalbu The Beatles pod katalogovými čísly PCS 7067 a PCS 7068. Ve Spojených státech amerických vyšlo toto album 25. listopadu 1968 na značce Capitol pod katalogovým číslem SWBO 101.
Album bylo 22. července 1987 vydáno na CD pod katalogovým číslem CDS 7 46443 8.
Předtím nevydaný záznam číslo 4 byl vydán na albu The Beatles Anthology 3 dne 21. října 1996.
Vydavatelská práva vlastní od roku 1968 společnost Northern Songs Ltd.

## Nástrojové obsazení
- Paul McCartney - sólový zpěv, akustická kytara